# دانيال تي ك. هيرلي
دانيال تي ك. هيرلي (بالإنجليزية: Daniel T.K. Hurley)‏ هو قاضي ومحامي أمريكي، ولد في 24 فبراير 1943 في فيتشبورغ في الولايات المتحدة.